# Corbenay
Corbenay – miejscowość i gmina we Francji, w regionie Burgundia-Franche-Comté, w departamencie Górna Saona.
Według danych na rok 1990 gminę zamieszkiwało 1377 osób, a gęstość zaludnienia wynosiła 88 osób/km² (wśród 1786 gmin Franche-Comté Corbenay plasuje się na 117. miejscu pod względem liczby ludności, natomiast pod względem powierzchni na miejscu 190.).